# バート・レムゼン
バート・レムゼン（Bert Remsen、1925年2月25日 - 1999年4月22日）は、アメリカ合衆国の俳優。

## 出演作品
- タイカス
- 判決／クライム・オブ・ザ・センチュリー
- Ｄ.Ｎ.Ａ.V
- デリンジャーVSカポネ／抗争の街
- マーヴェリック
- ブリスコ・カウンティＪｒ.／秘球の伝説
- レディ・キラー
- バニシング・レッド
- エイリアン・コップ（ドック）
- ミッドナイト・スナイパー/人妻が目撃した死体なき殺人
- サンダウン
- カーフュー／戦慄の脱獄囚
- アイ・オブ・ザ・タイガー
- ジュリア・リコール
- スタンド・アローン／怒りの銃弾
- テラービジョン
- 野獣捜査線（ケイツ署長）
- トップモデルと結婚する法
- プレイス・イン・ザ・ハート
- クライムゲート／仕組まれた相続
- スティング2
- トップモデルはミス・ポリス（デヴィッド・バックマン署長）
- 夢追いかけて
- 大狂乱
- ボーダーライン
- ザ・ドロッパーズ
- 開拓者たち
- アンクル・ジョー
- 毒蜘蛛タランチュラ・死霊の群れ
- 刑事コロンボ／ルーサン警部の犯罪
- 大強奪
- ふたりだけの森
- ナッシュビル
- 必殺!殺し屋刑事／裏切り者はだれだ!
- ジャックポット
- ボウイ&キーチ
- ギャンブラー
- いちご白書
- 頭上の敵機